# اوکستن
اوکستن (به انگلیسی: Oxetene) با فرمول شیمیایی C۳H۴O یک ترکیب شیمیایی با شناسه پاب‌کم ۱۱۹۷۰۵۶۹ است. که جرم مولی آن ۵۶٫۰۶۳۲۶ g/mol می‌باشد. 